# Sharon Brown
Sharon Elizabeth Brown (* 8. November 1946 in Vancouver, Kanada) ist eine kanadische Schriftstellerin, die mit ihrem ersten Buch, Some Become Flowers: Living With Dying at Home, 1994 den zu den BC Book Prizes gehörenden Hubert Evans Non-Fiction Prize gewinnen konnte.

## Leben
Sharon Elizabeth Brown war Tochter der englischen „Kriegsbraut“ Betty Birtwistle Brown, geborene Oddie, und des kanadischen Piloten der Royal Canadian Air Force, David Hugh Plunkett Brown. Ihr Vater hatte die meiste Zeit des Zweiten Weltkriegs als Navigator in Ägypten gedient, von wo aus er über dem Mittelmeer und Italien eingesetzt wurde. Sharon Brown kam fast zwei Monate zu früh auf die Welt, was sie aber in ihrer weiteren Entwicklung nicht beeinträchtigen sollte. („I was born close to two months premature, but there would be no knowing it by looking at me now (shall we say that I have filled out some?)“)
Zum Zeitpunkt ihrer Geburt lebten die Browns bei ihrer Tante Dorothy, deren Ehemann Len und ihrer Großmutter. Kurze Zeit später kauften sich Sharon Browns Eltern ein kleines Häuschen auf dem Commercial Drive, das sie jedoch nicht lange halten konnten, da der Vater aufgrund seiner Spielschulden und seines Alkoholismus in finanzielle Verlegenheiten kam („Unfortunately, not long after, my parents couldn’t meet the mortgage payments (my father and money had an uneasy relationship - gambling and drink compounded this)“), sodass man zunächst nach West Vancouver und schließlich nach Esquimalt zog. Als auch der Elektroladen seines Bruders, wo er arbeitete, in Insolvenz geriet, trat ihr Vater 1951 wieder in militärische Dienste ein. Dadurch teilte die Familie, zu der noch ein jüngerer Bruder hinzugekommen war, das Los des typischen Nomadenlebens („The lot of military families is the life of nomads.“) vieler Militärangehöriger, die nahezu jedes Jahr umzogen. In der Folge lebten sie auf diversen Flugbasen in Summerset, Winnipeg, Manitoba, North Bay, Ontario, Longueuil, Québec, St. Bruno, Lytham St. Anne’s, England, Grostenquin und Metz in Frankreich und von dort aus wieder zurück nach St. Bruno, Quebec. Zum Zeitpunkt ihres High-School-Abschlusses hatte Sharon Brown dadurch zwölf verschiedene Schule hinter sich.
Zwei Monate nach ihrem Abschluss an der Lemoyne D’Iberville High School zog es sie nach Vancouver, wo sie für zwei Jahre als Büroangestellte in einer Bank arbeitete, um Geld für die Universität anzusparen und in Abendkursen zusätzliche Klassifikationen in Englisch und Klassischem Griechisch zu erwerben.
Nach ihrem Studienabschluss („My university years were probably like most people’s - lots of work, lots of drink, lots of fun and once more with feeling, lots of work.“) erhielt sie eine Stelle beim New Westminster YMCA–YWCA, wo sie zur Direktorin eines Jugendprogramms ernannt wurde. Von dort aus wechselte sie nach Vancouver, wo sie den ihrer Einschätzung nach besten Job ihres Lebens als Director of Camping and Environmental Education programs der YWCA auf Saltspring Island hatte.
Mitte der 1970er Jahre lebte sie mit ihrem späteren Partner, dem in Deutschland geborenen kanadischen Schriftsteller Andreas Schroeder für ein Jahr in Toronto, nachdem beide zuvor ihre verschiedenen Wohnsitze beibehalten hatten, er in Mission, sie in Kitsilano. Nachdem sie einen weiteren Einsatz für die YWCA in Toronto absolviert hatte, zogen beide in Mission zusammen, um dort einen alternativen Wohnturm
zu bauen und zu beziehen. Ein paar Jahre später wurde ihre erste Tochter geboren, drei Jahre danach die zweite Tochter, die jedoch am Cornelia DeLange-Syndrom (CDLS) litt. Entgegen allen ungünstigen Prognosen kann diese jedoch heute ein weitgehend eigenständiges Leben führen.
Während sie ihre Töchter aufzog, arbeitete sie parallel im Stadtbüro von Mission, dem Entwicklungsbüro des Fraser Valley, der Büro und der Wasserschutzbehörde. Unzufrieden mit ihrer Umgebung zogen Schroeder und Sharon Brown in ein Haus direkt am Ozean an der Sunshine Coast in Roberts Creek, das sie überraschend günstig erwerben konnten.
Auch wenn sie bereits in den frühen Jahren ihrer Mutterschaft geschrieben hatte, konnte sie hier ihre Tätigkeit freier fortsetzen. Die Erfahrungen bei der langwierigen heimischen Pflege ihrer krebskranken Mutter (1916–1985) in Mission, um ihr ein Sterben in Würde zu ermöglichen, verarbeitete sie in dem Buch Some Become Flowers: Living With Dying at Home (1993), das den zu den BC Book Prizes gehörenden Hubert Evans Non-Fiction Prize und auch weitere Literaturpreise gewinnen konnte. Dies ermutigte sie, ihre schriftstellerische Tätigkeit fortzusetzen. Danach verfasste sie den Roman God is a Gun, der im Kanada der 1960er Jahre spielt, ein Kinderbuch, das noch keinen Titel trägt und arbeitet im Moment an einem nicht-fiktionalen Werk mit dem Titel The Silver Bowl: Family and Empire. Letzteres untersucht die untereinander in Beziehung stehende Familiengeschichte irischer Farmersöhne, die im späten 19. Jahrhundert an der Ausbildung eines modernen Bankensystems im Fernen Osten involviert waren. Insbesondere der Rolle Thomas Jacksons als Führer der HSBC.
Darüber hinaus verfasste Sharon Brown Artikel für Vancouver Sun, The Reader und The Mission City Record.

## Werk
Non-fiction
- Some Become Flowers: Living With Dying at Home. Harbour Books, Madeira Park, B.C 1993, ISBN 1-55017-087-2.
- The Silver Bowl: Family and Empire. Harbour Books, Madeira Park, B.C. 2012.

Roman
- God is a Gun. 1997.

## Auszeichnungen und Nominierungen
- 1994: Hubert Evans Non-Fiction Prize für Some Become Flowers: Living With Dying at Home
- 1994: Shortlist Vancouver City Book Prize für Some Become Flowers: Living With Dying at Home
- 1996: Canada Council “B” Grant

## Rezeption
- Brian Brett: „There are some writers who don’t need melodrama and histrionics to capture an audience and Sharon Brown is one. During our festival evening of many writers, she shone like a pearl against skin, lustrous and unassuming but perfect.“[5]